# Luigi Boni

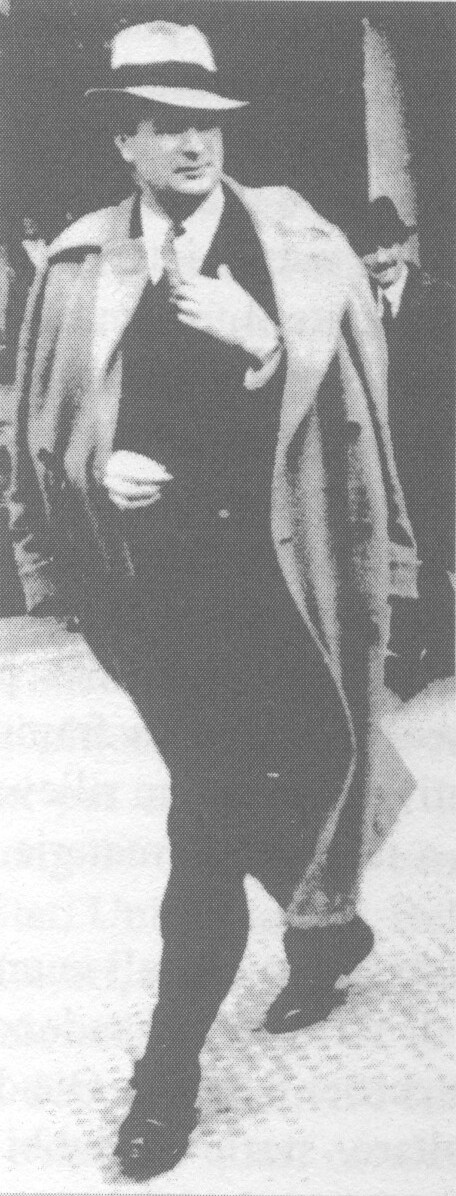
Luigi Boni

Luigi Boni (Cerbaiola, 31 agosto 1904 – Castelfiorentino, 31 agosto 1977) è stato un pittore italiano.

## Biografia
Luigi nasce in una famiglia benestante. La madre si chiama Nerina Grassi e il padre, Carlo Boni, è un professore di educazione fisica.

Studia senza troppa convinzione a Livorno, e appena gli si presenta l'occasione, si trasferisce ad Alessandria d'Egitto, presso una zia che aveva una casa di mode. Apre un bar, con una macchina da caffè espresso: è una novità assoluta. Inizia ad approfondire l'arte della caricatura. Alcuni giornali egiziani riportano i suoi ritratti di personaggi in voga: politici, scrittori, politici.
Si sposa con un'infermiera ungherese e ha il primo figlio, Carlo. Torna a casa per far conoscere il bambino al nonno, che muore in un incidente d'auto, attraversando la strada per andare a comprare le ciliegie per il nipotino.
Seguendo la sua professione di caricaturista, comincia a viaggiare, partecipando a diverse fiere ed esposizioni internazionali, negli Stati Uniti d'America, in Canada, in Giappone. Intanto si è trasferito a Parigi, dove risiede in Boulevard Serurier, intorno alla prima metà degli anni trenta. Inizia a dipingere, nel centro più vivace della pittura europea. Nel 1954, alla morte della madre Nerina, torna a Empoli.

Comincia a frequentare la Galleria Numero di Firenze, diretta da Fiamma Vigo. È in contatto con il pittore empolese Piero Gambassi, insieme al quale fonda ad Empoli l'associazione "Circolo Amatori Arti Figurative", che ha sede ancora oggi al Palazzo Ghibellino.
Ha uno studio anche a Milano, in via Solferino, vicino a Brera. Si fa conoscere nell'ambiente milanese, diventa amico di Castellani, Presta, Bonalumi.
Vive fra Empoli e Milano, partecipando all'attività della Galleria Numero fino al 1965. Espone a Roma e a New York.

La sua pittura attraversa vari momenti creativi, avvicinandosi a vari filoni di ricerca: dall'informale all'Optical Art.
Nel 1976 partecipa alla mostra internazionale di Basilea, insieme agli artisti della Galleria Aglaia di Firenze. Nel 1977 Vittorio Grotti gli organizza una grande mostra alla Fondazione Viani.
Muore lo stesso giorno della nascita, il 31 agosto 1977, all'ospedale di Castelfiorentino.

## Opere
Artista portato alla sperimentazione delle più diverse tecniche artistiche, si cimenta con vari supporti e materiali.

All'inizio (anni quaranta-cinquanta) la sua pittura è materica, realizzata con larghe superfici colorate. Usa supporti rigidi e strati di colore legato da colle e resine.
Negli anni sessanta realizza numerosi lavori utilizzando le "palle", ovvero il "lavarone", che raccoglie sulle spiagge del Tirreno. Sono composizioni eleganti e ricche di colore, che tendono al monocromo.
Verso la fine degli anni sessanta realizza una serie di opere legate all'Optical Art Le espone al Circolo Amatori Arti Figurative: sono superfici elastiche bianche, animate da strutture mosse da motorini elettrici.
Gli anni settanta vedono la scoperta degli "stecchini", che compaiono sulle sue tele a dare un ordine spaziale alle superfici.
Verso la fine della sua vita realizza opere semplicissime: sono superfici lucide di colore nero, tenute insieme da frammenti di "stecchino", come traccia e ricordo del periodo precedente.
La pittura di Luigi Boni ha avuto una evoluzione nel tempo, caratterizzata dal progressivo alleggerirsi della complessità, dalle sperimentazioni quasi barocche del colore, fino al silenzio della superficie nera delle ultimissime opere. Nel mezzo a questi due poli un continuo sperimentare, con l'esecuzione di opere che hanno avuto nella eleganza spaziale la loro migliore realizzazione e i loro risultati più interessanti.

## Le mostre
Luigi Boni inizia ad esporre negli anni sessanta, sotto le insegne della Galleria Numero di Firenze.
- Settembre 1962: Mostra Personale alla Galleria Numero, sede di Roma.
- Aprile 1963: Mostra Mercato Arte Contemporanea Palazzo Strozzi, a Firenze.
- Dicembre 1964: Mostra Collettiva dal titolo "Collections Numero", presso l'Armory Gallery a New York.
- Maggio 1965: Mostra Personale alla Galleria Proposte di Firenze; è presentato in catalogo dal critico Mario Bergomi.
- Febbraio 1967: Rassegna di pittori e scultori, Palazzo del Turismo, Milano.
- Settembre 1968: 17º Convegno Internazionale Artisti, Critici e Studiosi d'Arte, Palace Hotel, Rimini.
- Maggio 1969: Personale di sculture, Galleria Sincron, Brescia.
- 1976: Basel 1976, insieme agli artisti della  Aglaia di Firenze, Basilea.
- 1976: XXI Rassegna Nazionale d'Arte di Termoli, Termoli.
- 1977: Mostra Personale, Fondazione Viani, Viareggio.
- 2003: Mostra all'Archivio di Stato di Firenze, Fiamma Vigo e "Numero",Una vita per l'Arte. Viene esposta un'opera degli anni sessanta.
- 2005: Mostra dei disegni e delle caricature, In punta di matita, presso il Circolo "Arti Figurative" di Empoli
- 2006: Il Centro Culturale Sincresys cura l'allestimento presso lo Spazio d'Arte "D'A" ad Empoli, della collezione privata della famiglia Masetti. Vengono esposte opere che vanno dai primi anni sessanta fino al periodo ultimo dell'attività del pittore empolese. Presenta il catalogo la critica d'arte Lara Vinca Masini.
- 2008: Mostra al Caffè letterario Le Naiadi di Empoli, "Un caffè con Luigi Boni"